# Eek-a-Mouse

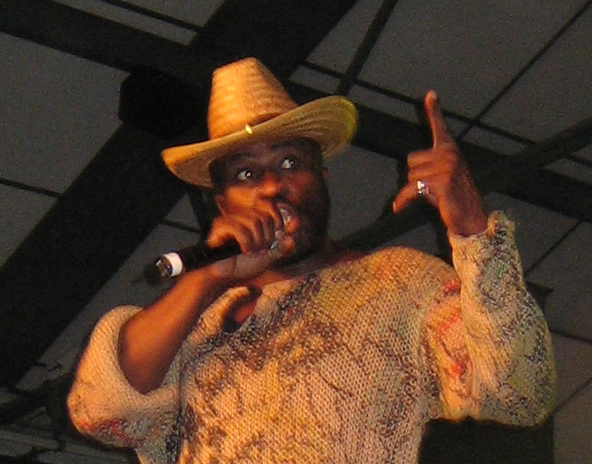
Eek-a-Mouse (2006)

Eek-a-Mouse, eigentlich Ripton Joseph Hylton (* 19. November 1957 in Kingston) ist ein jamaikanischer Reggae-Musiker. Er tritt rund zweihundertmal im Jahr in Amerika und in der Karibik auf. Eek-a-Mouse ist zudem regelmäßig auf dem Reggae Sunsplash zu hören.

## Diskografie (Auswahl)
- 1980: Bubble Up Yu Hip (Thompson Sounds)
- 1981: Wa-Do-Dem (Greensleeves)
- 1982: Skidip! (Greensleeves)
- 1983: The Mouse and the Man (Greensleeves)
- 1983: Assassinator (RAS Records)
- 1984: Mouseketeer (Greensleeves)
- 1984: Live at Reggae Sunsplash (Sunsplash Records)
- 1985: The King and I (RAS Records)
- 1987: The Very Best Of (Greensleeves)
- 1987: Mouse-A-Mania (RAS Records)
- 1988: Eek-A-Nomics (RAS Records)
- 1991: U-Neek (Island Records)
- 1996: Black Cowboy (Sunset Blvd.)
- 1997: Ras Portraits (RAS Records)
- 2001: Eeksperience (Coach House Records)
- 2001: Greensleeves Wa-do-dem (Greensleeves)
- 2004: Mouse Gone Wild (Sanctuary)
- 2004: Eek-A-Speeka (Greensleeves)
- 2011: Eekziled (RAS Records)
- 2016: Give it to them (road block)